# Svensk handbollselit 2017/2018
Svensk handbollselit (SHE) 2017/2018 var den 47:e säsongen av Sveriges högsta division i handboll för damer. Serien spelades från den 13 september 2017 till den 15 mars 2018. Regerande svenska mästarna H65 Höör vann grundserien för första gången, men förlorade SM-finalen mot IK Sävehof. IK Sävehof blev därmed svenska mästare för 13:e gången.

## Deltagande lag
- Från SHE 2016/2017 (8 lag)
  - H65 Höör
  - BK Heid
  - Kristianstad HK
  - Lugi HF
  - Skuru IK
  - Skövde HF
  - IK Sävehof
  - VästeråsIrsta HF

- Från SHE-kval (3 lag)
  - Boden Handboll IF (kvar i Elitserien)
  - Team Eslövs IK (kvar i Elitserien)
  - Skara HF (kvar i Elitserien)

- Från Allsvenskan 2016/2017 (1 lag)
  - Önnereds HK

## Tabell
| Nr | Lag               | S  | V  | O | F  | GM  | IM  | MS   | P  |
| -- | ----------------- | -- | -- | - | -- | --- | --- | ---- | -- |
| 1  | H65 Höör          | 22 | 20 | 0 | 2  | 638 | 473 | +165 | 40 |
| 2  | Skuru IK          | 22 | 17 | 2 | 3  | 644 | 495 | +149 | 36 |
| 3  | IK Sävehof        | 22 | 15 | 0 | 7  | 599 | 525 | +74  | 30 |
| 4  | Lugi HF           | 22 | 12 | 3 | 7  | 518 | 493 | +25  | 27 |
| 5  | Kristianstad HK   | 22 | 13 | 1 | 8  | 521 | 501 | +20  | 27 |
| 6  | Önnereds HK       | 22 | 8  | 4 | 10 | 511 | 529 | −18  | 20 |
| 7  | VästeråsIrsta HF  | 22 | 9  | 1 | 12 | 527 | 541 | −14  | 19 |
| 8  | Boden Handboll IF | 22 | 9  | 1 | 12 | 511 | 531 | −20  | 19 |
| 9  | Skövde HF         | 22 | 7  | 2 | 13 | 471 | 530 | −59  | 16 |
| 10 | BK Heid           | 22 | 7  | 2 | 13 | 511 | 585 | −74  | 16 |
| 11 | Skara HF          | 22 | 5  | 1 | 16 | 443 | 537 | −94  | 11 |
| 12 | Team Eslövs IK    | 22 | 1  | 1 | 20 | 520 | 674 | −154 | 3  |

## Slutspel

### Kvartsfinaler
Kvartsfinalerna avgörs i bäst av fem matcher, där lagen som placerade sig på plats plats 1-4 har hemmaplansfördel i en eventuell femte match. Matcherna spelas enligt följande.

#### H65 Höör - VästeråsIrsta HF
| Datum                               | Match                       | Resultat | Publik |
| ----------------------------------- | --------------------------- | -------- | ------ |
| H65 Höör - VästeråsIrsta HF (3 - 0) |                             |          |        |
| 29 mars                             | H65 Höör - VästeråsIrsta HF | 33 - 20  | 598    |
| 2 april                             | VästeråsIrsta HF - H65 Höör | 21 - 23  | 432    |
| 4 april                             | H65 Höör - VästeråsIrsta HF | 30 - 28  | 580    |

#### Skuru IK - Önnereds HK
| Datum                          | Match                  | Resultat | Publik |
| ------------------------------ | ---------------------- | -------- | ------ |
| Skuru IK - Önnereds HK (3 - 0) |                        |          |        |
| 28 mars                        | Skuru IK - Önnereds HK | 26 - 23  | 315    |
| 2 april                        | Önnereds HK - Skuru IK | 21 - 31  | 610    |
| 4 april                        | Skuru IK - Önnereds HK | 30 - 23  | 372    |

#### IK Sävehof - Boden Handboll IF
| Datum                                  | Match                          | Resultat | Publik |
| -------------------------------------- | ------------------------------ | -------- | ------ |
| IK Sävehof - Boden Handboll IF (3 - 0) |                                |          |        |
| 28 mars                                | IK Sävehof - Boden Handboll IF | 28 - 18  | 627    |
| 3 april                                | Boden Handboll IF - IK Sävehof | 23 - 26  | 1308   |
| 5 april                                | IK Sävehof - Boden Handboll IF | 29 - 23  | 936    |

#### LUGI HF - Kristianstad HK
| Datum                             | Match                      | Resultat | Publik |
| --------------------------------- | -------------------------- | -------- | ------ |
| Lugi HF - Kristianstad HK (3 - 0) |                            |          |        |
| 29 mars                           | Lugi HF - Kristianstad HK  | 26 - 16  | 412    |
| 2 april                           | Kristianstad HK - 'Lugi HF | 18 - 25  | 795    |
| 5 april                           | Lugi HF - Kristianstad HK  | 20 - 18  | 1114   |

### Semifinaler
Semifinalerna avgörs i bäst av fem matcher, bäst placerade lag i grundserien har hemmaplansfavör i en eventuell femte och avgörande match.

#### H65 Höör - Lugi HF
| Datum                      | Match              | Resultat | Publik |
| -------------------------- | ------------------ | -------- | ------ |
| H65 Höör - Lugi HF (3 - 1) |                    |          |        |
| 15 april                   | H65 Höör - Lugi HF | 28 -21   | 650    |
| 20 april                   | Lugi HF - H65 Höör | 24 - 28  | 1340   |
| 25 april                   | H65 Höör - Lugi HF | 20 - 24  | 650    |
| 28 april                   | Lugi HF - H65 Höör | 19 - 24  | 1299   |

#### Skuru IK - IK Sävehof
| Datum                         | Match                 | Resultat | Publik |
| ----------------------------- | --------------------- | -------- | ------ |
| Skuru IK - IK Sävehof (1 - 3) |                       |          |        |
| 16 april                      | Skuru IK - IK Sävehof | 24 -29   | 753    |
| 23 april                      | IK Sävehof - Skuru IK | 28 - 24  | 1821   |
| 26 april                      | Skuru IK - IK Sävehof | 28 - 27  | 1352   |
| 29 april                      | IK Sävehof - Skuru IK | 30 - 29  | 1447   |

### Final
Finalen avgörs i en match på neutral plan.
| Datum                          | Match                 | Resultat | Publik |
| ------------------------------ | --------------------- | -------- | ------ |
| Final i Scandinavium, Göteborg |                       |          |        |
| 10 maj                         | H65 Höör - IK Sävehof | 21 - 22  | 6482   |

## All Star Team
- Målvakt: Jannike Wiberg, H65 Höör
- Vänstersex: Marie Wall, H65 Höör
- Mittsex: Jenny Södrén, Skuru IK
- Högersex: Emma Ekenman Fernis, IK Sävehof
- Vänsternio: Ulrika Olsson, Skuru IK
- Mittnio: Emma Lindqvist, H65 Höör
- Högernio: Alexandra Bjärrenholt, Skuru IK

### Övriga priser
- Försvar: Sofia Hvenfelt, H65 Höör
- Tränare: Ola Månsson, H65 Höör
- MVP: Ulrika Olsson, Skuru IK

## Skytteligan och statistik[1]
| #  | Namn                | Klubb           | Position | Matcher | Mål | Tekniska fel | Assist | Utvisningar | MEP   |
| -- | ------------------- | --------------- | -------- | ------- | --- | ------------ | ------ | ----------- | ----- |
| 1  | Ulrika Olsson       | Skuru IK        | V9       | 22      | 155 | 72           | 95     | 12          | 79,99 |
| 2  | Asli Iskit          | Kristianstad HK | V9       | 22      | 142 | 64           | 41     | 3           | 57,6  |
| 2  | Julia Bardis        | Eslövs IK       | M9       | 21      | 142 | 60           | 45     | 4           | 68,89 |
| 4  | Towe Andersson      | BK Heid         | M9       | 20      | 125 | 74           | 33     | 6           | 51,63 |
| 5  | Emmy Nordmark       | Boden           | M9       | 22      | 122 | 43           | 54     | 4           | 55,46 |
| 6  | Jessica Ehrnbring   | Önnereds HK     | M9       | 22      | 118 | 44           | 47     | 1           | 52,43 |
| 7  | Jenny Carlson       | Lugi HF         | M9       | 20      | 108 | 33           | 17     | 0           | 47,51 |
| 8  | Line Solsø Hindhede | Skara HK        | M9       | 22      | 104 | 82           | 27     | 10          | 26,67 |
| 9  | Mikaela Mässing     | H65 Höör        | V9       | 21      | 103 | 20           | 27     | 1           | 62    |
| 10 | Melissa Petrén      | Lugi HF         | V9       | 22      | 99  | 50           | 38     | 11          | 49,47 |

### Fotnoter
- "Serier & Resultat: SHE 2017/2018". Läst 15 juni 2018.

1. ↑  ”Handboll statistik SHE 2017”. Arkiverad från originalet den 24 december 2021. https://web.archive.org/web/20211224064016/https://handballstats.se/SHE/overview.aspx?y=2017. Läst 20 mars 2019.